# Bistro de la Mer
Bistro de la Mer is een restaurant in Amsterdam. Bij de uitreiking van de Michelinsterren voor 2023 ontving het een ster.

## Locatie
Het restaurant is gelegen in het centrum van Amsterdam aan de Utrechtsestraat. Op de locatie van het restaurant was voorheen traiteur Loekie gevestigd. De zaak bestaat uit een lange bar waaraan de gasten zitten, achter de bar worden de gerechten bereid.

## Geschiedenis
De eetgelegenheid is de derde zaak van chef-koks Richard van Oostenbrugge en Thomas Groot. Ze zijn daarnaast eigenaar van 212 en De Juwelier, laatstgenoemde is naast Bistro de la Mer gelegen. De zaak, die opende op 4 maart 2022, dankt zijn naam aan de kaart die voornamelijk bestaat uit visgerechten.
In april 2023 bij de uitreiking van de Michelinsterren voor 2023, ontving Bistro de la Mer een ster. In 2024 werd de zaak onderscheiden met 14 van de maximaal te behalen 20 punten in de GaultMillau-gids.